# 김천 청암사 다층석탑
김천 청암사 다층석탑(金泉 靑巖寺 多層石塔)은 대한민국 경상북도 김천시 증산면 청암사에 있는 다층석탑이다. 1985년 8월 5일 경상북도의 문화재자료 제121호로 지정되었다.

## 개요
청암사 대웅전 앞에 서있는 탑으로, 2층 기단(基壇) 위에 4층의 탑신(塔身)을 올린 모습이다.
기단은 아래·위층이 거의 비슷한 높이인데 보통 아래층 기단이 낮고 위층 기단이 높은 일반적인 탑들과는 형태를 달리하고 있다. 탑신의 1층 몸돌은 면마다 불상을 조각하였다. 지붕돌은 몸돌에 비해 큰 편으로 네 귀퉁이가 위로 들려 있다. 꼭대기에는 머리장식의 일부가 놓여 있다.
통일신라 헌안왕 3년(859) 부처님의 진신사리를 모시기 위해 도선국사가 세운 탑이다. 기단에 비해 탑신이 가늘어 가냘픈 감을 주며, 탑신의 몸돌에 비해 지붕돌이 커서 불안정해 보인다. 전하는 말에 따르면, 성주군 어느 논바닥에 있던 것을 청암사 주지였던 대운대사가 지금의 자리로 옮겨 놓았다고 한다.

## 현지 안내문
조선 후기의 탑으로 1912년 성주의 어느 논바닥에서 옮겨왔다고 전해진다. 지대석 위에 2층의 기단을 놓고 탑신을 올렸는데 원래는 5층이 었던 것으로 추정되며, 상륜부 장식이 일부 남아 있다. 현재 높이는 4.21m이다.
기단부터 1층 몸돌까지를 하나의 돌로 만들고 1층 지붕돌부터는 몸돌과 지붕돌을 별도의 돌로 만들었다. 이중기단 중 아래층 기단에는 귀기둥과 안기둥이 없으나, 위층 기단에는 귀기둥을 돋을새김하고 각 면에 연꽃무늬를 하나씩 새겼다. 몸돌에는 귀기둥을 새기지 않았으며 1층 몸돌의 각면에 불좌상을 돋을새김하였다. 지붕돌은 몸돌에 비해 무겁고 큰 편이며 추녀 끝이 위로 들려져 있다.
아래층 기단이 너무 높고 위층 기단이 좁아 안정감이 없으며 지붕돌과 몸돌의 비례가 맞지 않아 전체적으로 가냘프면서도 불안정해 보인다.

## 같이 보기
- 청암사

## 참고 자료
- 청암사다층석탑 - 국가유산청 국가유산포털